# Любарський-Письменний Євген Євгенович
Євген Євгенович Любарський-Письменний (1882, м. Харків — червень 1919, м. Львів) — український громадський і політичний діяч, адвокат.

## Життєпис
Народився 1882 року у Харкові. Здобув правничу освіту у Петербурзькому ліцеї правознавства. У 1902 році був одним зі співзасновників Української народної партії. Опісля продовжував вивчати право за кордоном у Льєжі та Парижі. Проживав у Бельгії. Працював адвокатом. Здобув науковий ступінь кандидата наук. Був членом Наукового товариства імені Шевченка. У 1909 році став секретарем Української Громади в Парижі. Під час Першої світової війни брав активну участь у Союзі визволення України.
Пізніше став членом Української демократично-хліборобської партії.
Під час польсько-української війни захоплений в полон польськими військами у Тернополі. У червні 1919 року розстріляний поляками у Львові. В Україні у померлого залишилися дружина і двоє малих дітей.
В'ячеслав Липинський в некролозі в «Хліборобській Україні» назвав Евгена Любарського-Письменного «одним з видатніших українських еміґрантів передвоєнного часу» та «великим патріотом і кришталево чесною, незлобивою людиною».